# Cussonia sphaerocephala
Cussonia sphaerocephala är en araliaväxtart som beskrevs av Strey. Cussonia sphaerocephala ingår i släktet Cussonia och familjen Araliaceae. Inga underarter finns listade.

## Bildgalleri

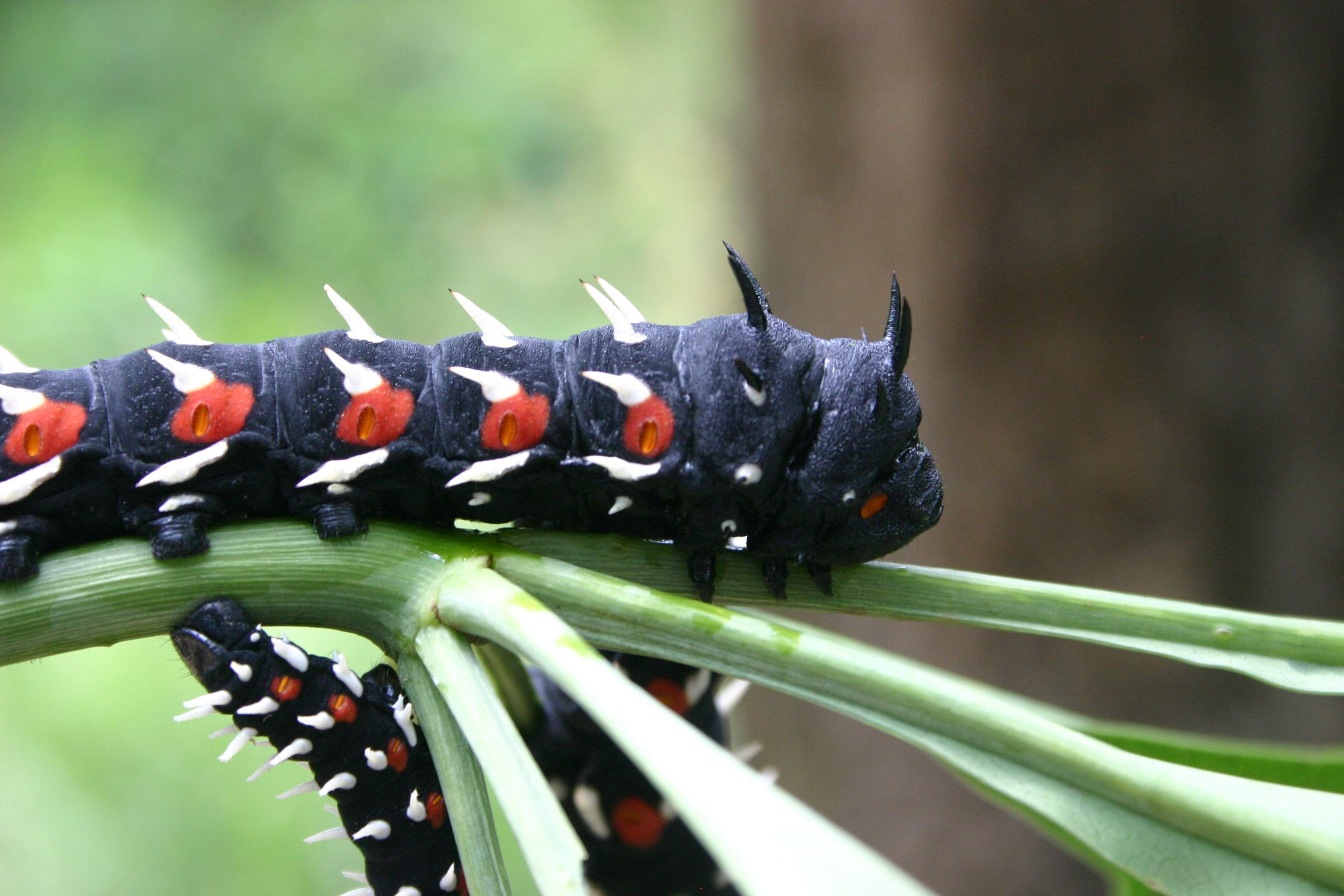